# Жизнь что сказка
«Жизнь что сказка» — девятый студийный альбом музыкального проекта «Коммунизм», записанный в мае 1989 года Егором Летовым. Альбом был официально издан лишь через 25 лет — в 2014 году лейблом «Выргород».

## Концепция альбома
Альбом состоит из авторских записей в жанре spoken word в исполнении Летова и Кузи Уо (К. Рябинова) и записей известных советских шлягеров 1950-х и 1960-х годов. Записи spoken-word и записи эстрадных песен чередуются в альбоме, такая концепция делает его одним из странных альбомов проекта «Коммунизм». Стихи Егора Летова и Константина Рябинова придают советским шлягерам новое, порой ироничное, порой кошмарное звучание. Так Денис Ступников в своей рецензии на альбом соседство стихотворения Летова «Тут меня убили» с песней «Летка-шутка» сравнивает по воздействию с фильмом Балабанова «Груз 200», в саундтреке которого также использованы песни советской эстрады.
Олег «Манагер» Судаков считает концепцию этого альбома близкой к концепции следующего, составленного из дворовых песен альбома Лет ит би.
На обложке альбома использована картина Любомира Миленкова «Любовное равновесие».

## Список композиций
Все тексты написаны написаны Егором Летовым и Константином Рябиновым, кроме указанных отдельно.
| №   | Название                                                 | Текст песни               | Музыка          | Длительность |
| --- | -------------------------------------------------------- | ------------------------- | --------------- | ------------ |
| 1.  | «Тут меня убили»                                         |                           |                 | 0:32         |
| 2.  | «Летка-Шутка» (поёт Тамара Миансарова)                   | Б. Брянский               | И. Васич        | 2:22         |
| 3.  | «Великие люди езмь»                                      |                           |                 | 0:42         |
| 4.  | «Нет тебя прекрасней» (поёт Евгений Броневицкий)         | И. Безладнова, М. Беляков | Ю. Антонов      | 3:06         |
| 5.  | «В дурдоме»                                              |                           |                 | 0:23         |
| 6.  | «Нам не страшен серый волк» (поёт Вадим Мулерман)        | Н. Олев                   | О. Фельцман     | 3:18         |
| 7.  | «За трапезою»                                            |                           |                 | 1:08         |
| 8.  | «Марина» (поёт Вадим Мулерман)                           | В. Егоров                 | Д. Тухманов     | 3:17         |
| 9.  | «На край Земли»                                          |                           |                 | 0:49         |
| 10. | «Одиннадцатый маршрут» (поёт Анатолий Королёв)           | А. Ольгин                 | В. Шеповалов    | 1:50         |
| 11. | «Народная молва»                                         |                           |                 | 1:07         |
| 12. | «Встреча» (поёт Валерий Ободзинский)                     | П. Леонидов               | А. Тартаковский | 3:35         |
| 13. | «Ангел устал»                                            |                           |                 | 0:11         |
| 14. | «Песня — это главное, друзья» (поёт ВИА «Поющие гитары») | С. Фогельсон              | Я. Дубравин     | 3:07         |
| 15. | «Весёлые сказки»                                         |                           |                 | 0:19         |
| 16. | «Это здорово» (поёт Эдита Пьеха)                         | И. Шаферан                | А. Броневицкий  | 2:27         |
| 17. | «Земноводные вещи»                                       |                           |                 | 0:21         |
| 18. | «Ты уходишь» (исполняет ВИА «Поющие гитары»)             | Е. Евтушенко              | М. Таривердиев  | 2:13         |
| 19. | «Животворящий сладкий сок любви и радости»               |                           |                 | 0:32         |
| 20. | «Восковая кукла» (поёт Муслим Магомаев)                  | Л. Дербенёв               | С. Генсбур      | 2:46         |
| 21. | «Дерево и дитя»                                          |                           |                 | 0:44         |
| 22. | «Лада» (поёт Вадим Мулерман)                             | М. Пляцковский            | В. Шаинский     | 3:16         |
| 23. | «Отчего?»                                                |                           |                 | 0:42         |
| 24. | «Песенка о капели» (поёт Жан Татлян)                     | Р. Рождественский         | А. Бабаджанян   | 2:51         |
| 25. | «А теперь»                                               |                           |                 | 0:16         |
| 26. | «Так и будет» (поёт Валерий Ободзинский)                 | П. Леонидов               | Б. Ренский      | 2:51         |
| 27. | «Голем»                                                  |                           |                 | 0:23         |
| 28. | «А я люблю» (поёт Вадим Мулерман)                        | В. Харитонов              | В. Шаинский     | 3:04         |
| 29. | «Пластинки»                                              |                           |                 | 0:13         |
| 30. | «Колыбельная» (поёт Галина Ненашева)                     | Л. Лучкин                 | С. Пожлаков     | 1:22         |
| 31. | «Глаз как алмаз»                                         |                           |                 | 0:12         |
| 32. | «Главная тема х/ф «Карьера Димы Горина»»                 | -                         | А. Эшпай        | 1:23         |
| 33. | «Что я сделал»                                           |                           |                 | 1:32         |
| 34. | «Всё еще впереди» (поёт Марк Бернес)                     | К. Кулиев                 | Э. Колмановский | 3:15         |

В магнитоальбоме (в отличие от Выргорода) были треки «Цыганочка» и «Тореро», но отсутствовали «Песенка о капели», «Глаз как алмаз», «Главная тема х/ф «Карьера Димы Горина»» и «Всё ещё впереди». «Глаз как алмаз» входит в магнитоальбомный сборник Коммунизма «The Best Of Communism: Благодать» 1990 года.